# فهرست جایزه‌های عباس کیارستمی

عباس کیارستمی کارگردان و فیلمنامه‌نویس ایرانی است که در طول حرفهٔ خود مورد تحسین مخاطبان و منتقدانی از سراسر جهان قرار گرفت و موفق به دریافت حداقل هشتاد جایزه معتبر شد.

## جشنوارهٔ فیلم فجر

### جشنوارهٔ فیلم فجر
| سال  | فیلم             | رده                    | نتیجه    | منبع  |
| ---- | ---------------- | ---------------------- | -------- | ----- |
| ۱۳۶۲ | همسرایان         | بهترین فیلم کوتاه      | برنده    | [ ۱ ] |
| ۱۳۶۴ | اولی‌ها           | جایزهٔ ویژهٔ هیئت داوران | برنده    | [ ۲ ] |
| ۱۳۶۵ | خانهٔ دوست کجاست؟ | بهترین کارگردانی       | برنده    | [ ۳ ] |
| ۱۳۶۵ | خانهٔ دوست کجاست؟ | بهترین فیلم‌نامه        | نامزدشده | [ ۳ ] |
| ۱۳۶۵ | خانهٔ دوست کجاست؟ | جایزهٔ ویژهٔ هیئت داوران | برنده    | [ ۳ ] |
| ۱۳۶۸ | کلوزآپ           | بهترین کارگردانی       | نامزدشده |       |
| ۱۳۶۸ | کلوزآپ           | جایزهٔ ویژهٔ هیئت داوران | برنده    |       |
| ۱۳۶۸ | کلوزآپ           | بهترین فیلم‌نامه        | نامزدشده |       |
| ۱۳۷۳ | بادکنک سفید      | بهترین فیلم‌نامه        | نامزدشده |       |

## فردی
- جایزه روبرتو روسلینی ۱۹۹۰
- جایزه سینمایی دکوورتس ۱۹۹۲
- جایزه فرانسوا تروفو جشنواره فیلم جیفونی به خاطر مجموعه آثار ۱۹۹۳
- جایزه پیر پائولو پازولینی ۱۹۹۵
- مدال طلا فدریکو فلینی از یونسکو ۱۹۹۵
- دریافت نشان شوالیه هنر و ادب فرانسه ۱۹۹۶
- برنده نخل طلا جشنواره فیلم کن ۱۹۹۷
- جایزه یادبود ویتوریو دسیکا ۱۹۹۷
- مدال طلا فدریکو فلینی از یونسکو ۱۹۹۷
- جایزه اسکندر طلایی جشنواره بین‌المللی فیلم تسالونیکی ۱۹۹۹
- شیر نقره‌ای جشنواره فیلم ونیز ۱۹۹۹
- لوح طلایی پانوراما سینمای اروپا ۱۹۹۹
- جایزه ویژه جشنواره فیلم‌های مدیترانه‌ای مون‌پلیه ۱۹۹۹
- جایزه آکیرا کوروساوا جشنواره فیلم سانفرانسیسکو برای یک عمر دستاورد هنری ۲۰۰۰
- جایزه ویژه از وزارت فرهنگ و هنر لبنان ۲۰۰۰
- جایزه فیلم‌ساز برتر دهه گالری هنر اونتاریو کانادا ۲۰۰۰
- دکترای افتخاری مدرسه عالی نرمال سوپریور ۲۰۰۳
- مدال شایستگی دانشگاه کا فوسکاری ونیز ۲۰۰۳
- جایزه سینمایی کنراد ولف ۲۰۰۳
- نشان پرمیوم ایمپریاله ۲۰۰۴
- عضویت در بنیاد فیلم بریتانیا ۲۰۰۵
- جایزه یک عمر دستاورد سینمایی جشنوارهٔ فیلم ایسلند ۲۰۰۵
- نشان پلنگ افتخاری، جشنواره فیلم لوکارنو ۲۰۰۵
- جایزه یک عمر دستاورد جشنواره بین‌المللی فیلم زردآلوی طلایی ایروان ۲۰۰۵
- جایزه یک عمر دستاورد جشنواره بین‌المللی فیلم ریکیاویک ۲۰۰۵
- جایزه آنری لانگلوآ ۲۰۰۶
- دکترای افتخاری دانشگاه تولوز ۲۰۰۷
- نشان استاد بزرگ جهان جشنواره بین‌المللی فیلم کلکته ۲۰۰۷
- جایزه ژژر لوکولتر بهترین فیلم‌ساز جشنواره فیلم ونیز ۲۰۰۸
- دریافت جام جم ۲۰۰۸
- جایزه شایستگی سینمایی برای یک عمر دستاورد سینمایی جشنواره فیلم مونیخ ۲۰۱۰
- دکترای افتخاری دانشگاه پاریس ۲۰۱۰
- جایزه یک عمر دستاورد جشنواره بین‌المللی فیلم خانه هنر باتومی ۲۰۱۰
- نشان شهروند افتخاری شهر نانت فرانسه ۲۰۱۰
- خوشه طلایی جشنواره بین‌المللی فیلم وایادولید ۲۰۱۰
- جایزه یک عمر دستاورد جشنواره فیلم ایسکیا ۲۰۱۳
- مدال افتخار دولت ژاپن ۲۰۱۳
- نشان افتخار اتریش برای علم و هنر ۲۰۱۴
- جایزه یک عمر دستاورد سینمایی جشنواره بین‌المللی فیلم پرتقال طلایی آنتالیا ۲۰۱۴
- عضویت در آکادمی علوم و هنرهای سینمایی اسکار ۲۰۱۶